# Malaie (Huhn)
Die Malaien sind eine uralte Kämpferrasse und ein Urhuhn Indiens und des Malaiischen Archipels, das Anfang des 19. Jahrhunderts nach Europa kam und zur Herauszüchtung verschiedener Rassen benutzt wurde. Seit in England die Hahnenkämpfe verboten wurden, wird es für Ausstellungszwecke gezüchtet. Ebenso wird es seit der Mitte des 19. Jahrhunderts in Deutschland gezüchtet und zum aktuellen Ausstellungstyp verfeinert. Der Malaie ist ein reines Sporthuhn. Sein Erbgut lebt aber in vielen der jüngeren Rassen weiter und hat die Festigung der Schlagzucht erst ermöglicht.
Weit verbreitet ist auch die anerkannte Zwerghuhnrasse Zwerg-Malaie.

## Beschreibung
Der Malaie (engl.: Malay) ist, mit seinen 70–80 cm, ein sehr großes, sehr muskulöses und sehr hoch gestelltes Huhn vom Kämpfertyp, mit hoch gereckter stolzer Haltung. Sein Kopf ist greifvogelartig und mit finsterem Blick. Das Gefieder ist kurz, knapp und dicht anliegend.
Der S-förmig gebogene Hals bildet mit dem gewölbten Rücken und dem Schwanz in ihren jeweiligen oberen Begrenzungslinien drei Bögen (Dreibogenlinie). Diese müssen besonders beim Hahn deutlich hervortreten. Die Form geht vor Farbe.
Dieses Kampfhuhn ist von kühnem, kampflustigem und entschlossenem Charakter.